# Ba (Vietnam)
Ba is een xã in het district Đông Giang, een van de districten in de Vietnamese provincie Quảng Nam.
Ba heeft ruim 4500 inwoners op een oppervlakte van 90 km². Ba bestaat uit een aantal xóms, waaronder Trà Lau, Phú Sơn, Dốc Kiền Thôn 1, Thôn 2 en Tống Cối.